# Albert Beckaert
Albert Beckaert, né le 10 juin 1910 à Moorsele et mort le 29 mai 1980 à Courtrai, est un coureur cycliste belge. Professionnel durant les années 1930, il a notamment remporté Liège-Bastogne-Liège (1936) et Paris-Bruxelles (1937).

## Palmarès
- 1932
  - 3e du Circuit franco-belge
- 1933
  - 3e du championnat de Belgique militaires
- 1936
  - Liège-Bastogne-Liège
  - 3eb étape du Tour de l'Ouest
  - 2e de Paris-Somain
  - 4e de la Flèche wallonne
- 1937
  - Circuit du Pas-de-Calais :
    - Classement général
    - 1re et 2e étapes

  - Paris-Rennes
  - 1reb étape de Paris-Nice
  - Paris-Bruxelles
  - 2e de Paris-Arras

## Résultats sur le Tour d'Italie
- 1939 : 42e